# Juryj Haławiej
Juryj Jurjewicz Haławiej, biał. Юрый Юр'евіч Галавей, ukr. Юрій Юрійович Головей, Jurij Jurijowycz Hołowej, ros. Юрий Юрьевич Головей, Jurij Jurjewicz Gołowiej (ur. 8 października 1929 w Pereczynie, Ruś Podkarpacka, zm. 4 listopada 2007 w Homlu, Białoruś) – białoruski piłkarz pochodzenia ukraińskiego, grający na pozycji napastnika, trener piłkarski.

## Kariera piłkarska
Rozpoczął karierę piłkarską w wojskowym klubie OBO Lwów. Po zwolnieniu wrócił do miejscowego Spartaka Użhorod. W 1955 przeszedł do Spartaka Stanisławów. W 1959 dołączył do Awanhardu Żytomierz, ale następnego roku powrócił do Spartaka Stanisławów. W 1961 został piłkarzem Desny Czernihów, w którym po zakończeniu sezonu zakończył karierę piłkarza.

## Kariera trenerska
Karierę szkoleniowca rozpoczął po zakończeniu kariery piłkarza. Najpierw pomagał trenować kluby Polissia Żytomierz i Dynamo Chmielnicki. W sezonie 1965 został zaproszony na stanowisko starszego trenera Wołyni Łuck (w 1968 zmienił nazwę na Torpedo). W 1988 (do lipca) prowadził Homsielmasz Homel, a potem przez dłuższy czas pracował w Szkole Sportowej nr 2 w Homlu.
4 listopada 2007 zmarł w wieku 78 lat.

## Sukcesy i odznaczenia

### Sukcesy piłkarskie
Spartak Stanisławów
- wicemistrz Ukraińskiej SRR: 1957

### Odznaczenia
- tytuł Mistrza Sportu ZSRR: 1957